# Ekonomie dobra a zla
Ekonomie dobra a zla. Po stopách lidského tázání od Gilgameše po finanční krizi je kniha ekonoma Tomáše Sedláčka vydaná poprvé v roce 2009, od té doby se dočkala dalších vydání. V říjnu 2012 za ni její autor ve Frankfurtu nad Mohanem obdržel Německou ekonomickou knižní cenu (Deutscher Wirtschaftsbuchpreis). Vyšla celkem ve 21 jazycích (kromě češtiny také např. v němčině, angličtině, polštině nebo japonštině a čínštině). Kniha se stala bestsellerem v Německu a ve Švýcarsku a dočkala se i divadelních zpracování. Obdržela i řadu výborných recenzí (Oxford University Press, Financial Times, atd.).
První část knihy je věnována vývoji ekonomie v minulosti (Epos o Gilgamešovi, Starý zákon, antické Řecko, křesťanství, René Descartes, Bernard Mandeville, Adam Smith). Druhá část obsahuje tzv. rouhavé myšlenky. Autor propojuje ekonomii s filozofií, psychologií, náboženstvím a uměním a varuje před přeceňováním role matematiky v současné ekonomii.